# SIAI S.21
El SIAI S.21 fue un hidrocanoa de carreras italiano, construido por la SIAI (Società Idrovolanti Alta Italia) para competir en la carrera del Trofeo Schneider de 1921.

## Diseño y desarrollo
El S.21 era un hidrocanoa monoplaza sesquiplano invertido (su ala superior era más corta que la inferior), el casco era de madera, las alas de tubo de  y alambre de acero y enteladas. El motor estaba montado sobre pilones de acero encima de su casco y debajo del ala superior. Inicialmente, el S.21 fue propulsado con un motor Isotta Fraschini V9 de 260 cv, que impulsaba una hélice cuatripala pero, para la prevista participación en el trofeo Schneider le fue instalado un motor Ansaldo San Giorgio 4E-14 de 300 cv (224 kW) que impulsaba una hélice bipala propulsora. En cada extremo del ala inferior iban montados pequeños flotadores estabilizadores.

## Historial operativo
Durante los vuelos de prueba, el S.21 demostró ser sumamente difícil de controlar y el único piloto que tuvo éxito con él fue Guido Gianello.
El S.21 estaba el 13 de abril de 1921 en Mónaco para participar en una carrera, pero sufrió un daño en la quilla y no pudo participar. Sin embargo, el S.21 registrado para edición de 1921 de la Schneider Trophy
Gianello enfermó antes de la carrera por el Trofeo Schneider de 1921, el S.21 fue retirado de la competición.

## Especificaciones
Referencia datos: Aviación: hidroaviones de carrera SIAI (en ruso) y SIAI S.21 en la Wikipedia japonesa

### Características generales
- Tripulación: 1
- Longitud: 7,62 m
- Envergadura: 7,69 m
- Planta motriz: 1×  Ansaldo S.Giorgio 4E-14.
  - Potencia: 300 cv (224 kW)

### Rendimiento
- Velocidad máxima operativa (Vno): 290 km/h 255 km/h